# Brusartsi
Brusartsi (bulgariska: Брусарци) är en ort i Bulgarien.   Den ligger i kommunen Obsjtina Brusartsi och regionen Montana, i den nordvästra delen av landet, 110 km norr om huvudstaden Sofia. Brusartsi ligger 108 meter över havet och antalet invånare är 1 734.
Terrängen runt Brusartsi är huvudsakligen platt. Brusartsi ligger nere i en dal. Runt Brusartsi är det ganska glesbefolkat, med 24 invånare per kvadratkilometer.. Närmaste större samhälle är Medkovets, 10,1 km öster om Brusartsi.
Trakten runt Brusartsi består till största delen av jordbruksmark.